# Orèstias
|  | Per a altres significats, vegeu «Orèstida». |

Orèstias (grec antic: Ὀρεστιάς) o Orèsties, posteriorment refundada per Hadrià com a Adrianòpolis (grec antic: Άδριανούπολις), fou una població grega antiga situada a la riba del riu Hebros, a Tràcia, al voltant de l'actual Edirne, prop de la frontera actual entre Turquia i Grècia.
Diuen les llegendes que Orèsties fou fundada per Orestes, fill d'Agamèmnon i Clitemnestra.
Hom creu que és el mateix lloc que Uscudama o Odrisa, primera capital dels odrisis. Orèstias prengué un nom grec, com a mínim des que Filip II de Macedònia assumí el control sobre la població. L'emperador romà Hadrià convertí el poble en una ciutat que fortificà i reanomenà Adrianòpolis. Tanmateix, el nom Orèstias restà en ús com a floritura arcaica en l'època romana d'Orient.
Sota domini otomà, el nom Adrianòpolis fou parafrasejat en Edirne pels turcs.
El 1920, quan els grecs prengueren la major part de la Tràcia oriental, incloent-hi Edirne, recuperaren el nom romà de la ciutat en comptes del seu nom en grec antic, que fou donat al seu suburbi de Karaağaç en record de l'antic poble traci.
Orestiada (o Nea Orestiàs) és un poble grec modern fundat el 1923 uns 17 km al sud d'Orèstias per acollir refugiats grecs que havien hagut d'abandonar aquest altre poble fronterer, que havia estat atorgat a Turquia (juntament amb dos llogarets) pel Tractat de Lausana.